# Éva Marton
Éva Marton, née le 18 juin 1943 à Budapest, est une soprano hongroise, spécialisée dans le répertoire dramatique, notamment les rôles de Turandot et de Tosca, ainsi que les opéras de Richard Wagner.

## Carrière
Elle étudie le chant à l'Académie Franz Liszt de Budapest. Après une carrière à l'opéra de Budapest de 1968 à 1972, où elle débute dans le rôle de la Reine de Semaka dans Le Coq d'or de Rimsky-Korsakov, elle se produit à l'opéra de Francfort en 1972 avec Christoph von Dohnanyi dans le rôle de la comtesse Almaviva. L'année suivante, elle est à Vienne dans le rôle de Tosca. En 1976, elle est au Metropolitan Opera de New York l'interprète d'Eva dans Die Meistersinger von Nürnberg. En 1978, elle débute à La Scala de Milan en chantant Leonora dans Le Trouvère.
Elle s'est ensuite spécialisée dans les rôles de soprano dramatique du répertoire puccinien et wagnérien, s'imposant en particulier comme la Turandot des années 1980, rôle qu'elle chanta pour la première fois à l'Opéra d'État de Vienne en 1983 et qu'elle interprètera une centaine de fois, notamment au Metropolitan Opera, à La Scala, aux Arènes de Vérone, à l'Opéra de San Francisco, à l'Opéra lyrique de Chicago. Plusieurs enregistrements vidéo témoignent de ses prestations héroïques dans ce rôle, notamment au Met en 1987, sous la direction de James Levine, avec Placido Domingo, dans une mise en scène de Franco Zeffirelli (DVD paru chez Deutsche Grammophon.
Outre Turandot, elle a chanté de nombreux rôles dramatiques dans Puccini, tels Tosca, la Fanciulla Del West, Manon Lescaut, la Bohème, dans Umberto Giordano, tels Andrea Chénier (Maddalena de Coigny), Fedora, dans Verdi tels Un ballo in maschera, Il trovatore, Aida, Don Carlos (Elisabetta).
Son répertoire wagnérien comprenait les rôles d'Elisabeth et de Vénus dans Tannhäuser qu'elle a chanté au Festival de Bayreuth en 1977 et 1978, Brünnhilde dans die Walküre, Siegfried et Gotterdammerung qu'elle a enregistré avec Bernard Haitink chez Warner Classic. Elle a également abordé des rôles importants des œuvres de Richard Strauss, comme Elektra, avec Wolfgang Sawallisch, Die Frau Ohne Schatten, Ariadne auf Naxos.
En 2011 elle fait ses adieux à la scène dans le rôle de Gertrude dans l'opéra de Férenc Erkel, Bank Ban à l'opéra d'Etat de Budapest.
Éva Marton est membre d'honneur du Club de Budapest.
Elle a reçu le prix Kossuth en 1997.
Le 16 juin, l'Opéra d'État hongrois a organisé un concert de gala pour son 70e anniversaire. Grace Bumbry et Jonas Kaufmann lui ont rendu hommage et elle a interprété Vissi d'arte à la fin du concert. Le concert a été retransmis en direct par la télévision hongroise et projeté en direct devant la basilique Saint-Étienne de Budapest.